# Division 1 (Frankreich) 2006/07
Die Saison 2006/07 der Division 1, der zweithöchsten französischen Eishockeyspielklasse wurde von den Diables Noirs de Tours gewonnen, die dadurch in die Ligue Magnus aufstiegen. Die Corsaires de Dunkerque, Jokers de Cergy-Pontoise und Jets de Viry-Châtillon stiegen in die Division 2 ab.

## Modus
In der Hauptrunde wurden die 16 Mannschaften in zwei Gruppen aufgeteilt. Die vier bestplatzierten Mannschaften jeder Hauptrundengruppe qualifizierten sich für die Finalrunde, deren Erstplatzierter direkt in die Division 1 aufstieg. Der Zweitplatzierte musste in der Relegation gegen den Vorletzten der Ligue Magnus antreten. Die vier Letztplatzierten jeder Hauptrundengruppe mussten in der Abstiegsrunde antreten. Die drei Letztplatzierten der Abstiegsrunde stiegen in die Division 2 ab, während der Viertletzte der Abstiegsrunde in der Relegation um den Klassenerhalt antreten musste. Für einen Sieg erhielt jede Mannschaft zwei Punkte, bei einem Unentschieden gab es einen Punkt und bei einer Niederlage null Punkte.

## Hauptrunde

### Gruppe Nord
|   | Mannschaft                    | Sp. | S  | U | N  | Tore    | Diff. | Punkte |
| - | ----------------------------- | --- | -- | - | -- | ------- | ----- | ------ |
| 1 | Coqs de Courbevoie            | 14  | 12 | 0 | 2  | 81 - 48 | +33   | 24     |
| 2 | Bisons de Neuilly-sur-Marne   | 14  | 8  | 2 | 4  | 52 - 44 | +8    | 18     |
| 3 | Galaxiens d'Amnéville         | 14  | 8  | 1 | 5  | 65 - 47 | +18   | 17     |
| 4 | Anges du Vésinet              | 14  | 7  | 2 | 5  | 53 - 48 | +5    | 16     |
| 5 | Chiefs de Garges-lès-Gonnesse | 14  | 7  | 0 | 7  | 51 - 48 | +3    | 14     |
| 6 | Jokers de Cergy               | 14  | 5  | 2 | 7  | 44 - 56 | -12   | 12     |
| 7 | Jets de Viry                  | 14  | 3  | 1 | 10 | 29 - 51 | -22   | 7      |
| 8 | Corsaires de Dunkerque        | 14  | 2  | 0 | 12 | 35 - 68 | -33   | 4      |

### Gruppe Süd
|   | Mannschaft                 | Sp. | S  | U | N | Tore    | Diff. | Punkte |
| - | -------------------------- | --- | -- | - | - | ------- | ----- | ------ |
| 1 | Diables Noirs de Tours     | 14  | 13 | 0 | 1 | 77 - 29 | +48   | 26     |
| 2 | Rapaces de Gap             | 14  | 9  | 2 | 3 | 75 - 46 | +29   | 20     |
| 3 | Vipers de Montpellier      | 14  | 5  | 3 | 6 | 57 - 60 | -3    | 13     |
| 4 | Lynx de Valence            | 14  | 6  | 0 | 8 | 38 - 52 | -14   | 12     |
| 5 | Castors d’Avignon          | 14  | 4  | 3 | 7 | 41 - 45 | -4    | 11     |
| 6 | Boxers de Bordeaux         | 14  | 4  | 3 | 7 | 50 - 65 | -15   | 11     |
| 7 | Chevaliers du Lac d’Annecy | 14  | 4  | 2 | 8 | 43 - 64 | -21   | 10     |
| 8 | Taureaux de Feu de Limoges | 14  | 3  | 3 | 8 | 36 - 56 | -20   | 9      |

## Zweite Saisonphase

### Finalrunde
|   | Mannschaft                  | Sp. | S  | U | N  | Tore    | Diff. | Punkte |
| - | --------------------------- | --- | -- | - | -- | ------- | ----- | ------ |
| 1 | Diables Noirs de Tours      | 14  | 12 | 2 | 0  | 63 - 21 | +42   | 26     |
| 2 | Rapaces de Gap              | 14  | 8  | 2 | 4  | 68 - 53 | +15   | 18     |
| 3 | Coqs de Courbevoie          | 10  | 7  | 3 | 4  | 58 - 52 | +6    | 17     |
| 4 | Bisons de Neuilly-sur-Marne | 14  | 7  | 2 | 5  | 55 - 40 | +15   | 16     |
| 5 | Galaxiens d'Amnéville       | 14  | 6  | 3 | 5  | 59 - 61 | -2    | 15     |
| 6 | Lynx de Valence             | 14  | 4  | 2 | 8  | 53 - 68 | -15   | 10     |
| 7 | Vipers de Montpellier       | 14  | 2  | 2 | 10 | 43 - 57 | -14   | 6      |
| 8 | Anges du Vésinet            | 14  | 1  | 2 | 11 | 37 - 84 | -47   | 4      |

#### Relegation
- siehe: Ligue Magnus 2006/07#Relegation

### Abstiegsrunde
|   | Mannschaft                    | Sp. | S | U | N  | Tore    | Diff. | Punkte |
| - | ----------------------------- | --- | - | - | -- | ------- | ----- | ------ |
| 1 | Castors d’Avignon             | 14  | 9 | 2 | 3  | 59 - 34 | +25   | 20     |
| 2 | Boxers de Bordeaux            | 14  | 7 | 4 | 3  | 58 - 50 | +8    | 18     |
| 3 | Chevaliers du Lac d’Annecy    | 14  | 7 | 3 | 4  | 53 - 49 | +4    | 17     |
| 4 | Chiefs de Garges-lès-Gonnesse | 14  | 5 | 4 | 5  | 48 - 48 | 0     | 14     |
| 5 | Taureaux de Feu de Limoges    | 14  | 5 | 4 | 5  | 51 - 52 | -1    | 14     |
| 6 | Corsaires de Dunkerque        | 14  | 5 | 3 | 6  | 52 - 55 | -3    | 13     |
| 7 | Jokers de Cergy               | 14  | 4 | 4 | 6  | 46 - 49 | -3    | 12     |
| 8 | Jets de Viry-Châtillon        | 14  | 0 | 4 | 10 | 39 - 69 | -30   | 4      |

#### Relegation
- Taureaux de Feu de Limoges - Albatros de Brest 7:4/7:6